# دوري المؤتمر الأوروبي 2024–25
دوري المؤتمر الأوروبي 2024–25 هو الموسم الرابع من دوري المؤتمر الأوروبي، وهو بطولة أوروبية لكرة القدم من الدرجة الثالثة ينظمها الاتحاد الأوروبي لكرة القدم؛ ستكون هذه أول بطولة دوري المؤتمر الأوروبي لكرة القدم تُلعب وفقًا لصيغة جديدة تتضمن مرحلة دوري تضم 36 فريقًا. سيؤدي هذا إلى زيادة العدد الإجمالي للمباريات التي تُلعب في المسابقة من 141 إلى 153. كما لا يسمح الشكل الجديد للفرق بالانتقال من الدوري الأوروبي أو مرحلة خروج المغلوب إلى مرحلة خروج المغلوب في دوري المؤتمر، وبالتالي لم يعد بإمكان الفائزين بدوري المؤتمر (أولمبياكوس في نسخة 2023-24) الدفاع عن لقبهم حيث يتأهل الفائز بدوري المؤتمر تلقائيًا لمرحلة دوري الدوري الأوروبي. بدءًا من هذا الموسم، تمت إعادة تسمية المسابقة من دوري المؤتمر الأوروبي إلى دوري المؤتمر.
أقيمت المباراة النهائية على ملعب فروتسواف في فروتسواف، بولندا. أنهى تشيلسي المباراة فائزًا بعد أن سحق أنتوني وريال بيتيس بنتيجة 4–1. جعل هذا الفوز تشيلسي، أكبر نادي في لندن، أول نادٍ يفوز بجميع الكؤوس الأوروبية الأربع الكبرى وجميع المسابقات الأوروبية الثلاث الحالية.